# Norsk rikskringkasting
NRK ( a norvég Norsk rikskringkasting rövidítése, magyarul: Norvég Állami Műsorszóró) Norvégia közszolgálati médiája, mely magába foglalja rádiós és televíziós csatornák működtetését.
A cég az Európai Műsorsugárzók Uniójának (EBU)  egyik alapító médiuma. Így ők közvetítik Norvégiában az Eurovíziós Dalfesztivált.

## Műsorkínálata

### Televíziós csatornák
| Csatorna neve    | Tematika                                            | Indulás dátuma                          | Logó |
| ---------------- | --------------------------------------------------- | --------------------------------------- | ---- |
| NRK1             | Általános                                           | 1960. augusztus 20.                     |      |
| NRK2             | Kulturális                                          | 1996. szeptember 3.                     |      |
| NRK3 / NRK Super | 18-39 év közötti fiataloknak műsor/ gyermekcsatorna | 2007. szeptember 2. / 2007. december 1. | /    |

## Finanszírozása
Az NRK bevételének 94%-a televíziós előfizetői díjból ered, amit mindenkinek köteles fizetni, aki televízió készülékkel rendelkezik, ennek évi összege 2012-ben 2580 norvég korona, amely 8%-os áfát tartalmaz. A közszolgálati médium 2010-ben 4,5 millió norvég korona bevételre tett szert az előfizetésekből. A többi 6% kereskedelmi tevékenységekből ered, mint szponzorálás, DVD eladások illetve spin-off műsorokból.

## Fordítás
- Ez a szócikk részben vagy egészben  a   NRK című angol Wikipédia-szócikk ezen változatának fordításán alapul.  Az eredeti cikk szerkesztőit annak laptörténete sorolja fel. Ez a jelzés csupán a megfogalmazás eredetét és a szerzői jogokat jelzi, nem szolgál a cikkben szereplő információk forrásmegjelöléseként.